# Le Roman d'un spahi (film)
Pour les articles homonymes, voir Le Roman d'un spahi.
Pour plus de détails, voir Fiche technique et Distribution.
Le Roman d'un spahi est un film français réalisé par Michel Bernheim, sorti en 1936.

## Fiche technique
- Titre : Le Roman d'un spahi
- Réalisation : Michel Bernheim
- Scénario : André de Lorde et André Heuzé, d'après le roman de Pierre Loti
- Photographie : Armand Thirard et Jean Isnard
- Décors : Jean d'Eaubonne
- Musique : Jane Bos[1]
- Montage : Marthe Poncin
- Société de production : Les Productions Claude Dolbert
- Pays d'origine :  France
- Durée : 82 minutes
- Date de sortie : France, 27 mars 1936

## Distribution
- Mireille Balin : Cora
- Georges Rigaud : Jean Peyral
- Princesse Khandou : Fatou
- Antonin Berval : Saint-Hilaire
- Pierre Larquey : le capitaine (chef des spahis)
- Hélène Pépée : Lily
- Habib Benglia : Nyaor
- Raymond Cordy : Boyer
- Georges Bever
- Lydia Chaliapine[2]
- Jean Cyrano[3]